# GO!GO!7188
GO!GO!7188 (pronuncia-se go go nana ichi hachi hachi) é uma banda japonesa formada em 1998 em Kagoshima.

## História
A banda foi formada em 1998 por integrantes de uma banda de cinco estudantes colegiais de Kagoshima chamada "Jelly Fish" suas integrantes eram: Yuuchan - (guitarra), Akko (baixo), Inaba(vocal), Wada e Vlian  (bateria). Depois da formatura, a banda se separou, mas Yuu (Yuumi Nakashima) e Akko (Akiko Hamada, agora Akiko Noma), continuaram e conheceram Turkey através de uma gravadora. Assim, formaram GO!GO!7188 com Yuu no vocal e guitarra, Akko no baixo e backing vocals e Turkey na bateria. O significado do nome da banda é desconhecido. Em 1999, eles fizeram uma fita K7 independente com o nome de "Papapantsu/koi no uta" (limitado a 100 cópias), ela continha a faixa título e sua música futuramente mais famosa KOI NO UTA. Mais tarde essa fita veio em formato de CD Bônus do álbum BEST OF GO!GO!, lançado em 2006. Em 2000 eles fizeram seu lançamento na major breast, uma sub-gravadora da TOSHIBA-EMI/Capitol Music com seu primeiro single Taiyou. Em 2007 a banda deixou a gravadora TOSHIBA-EMI para lançar seu single "MANATSU NO DANCE HALL" pela BMG Japan, e em 2010 assinou contrato com a FlyingStar Records, subdivisão da Victor Entertainment.[carece de fontes?]

## Membros
- Yuumi Nakashima, apelido: Yuu nascida em 1 de dezembro de 1979 em Kagoshima, Kagoshima.Ele faz a guitarra, vocal e melodia. Em 2004 lançou um álbum solo chamado TEN NO MIKAKU com versões em CD e CD+DVD (TEN NO SHIKAKU). Em 2005 formou uma banda paralela chamada Chirinuruwowaka,[1] que lançou um álbum (IROHA) e um single (SHINGETSU).[carece de fontes?]

- Akiko Hamada (casada: Akiko Noma), apelido: Akko nascida em 13 de fevereiro de 1980 em Kagoshima, Kagoshima. A função dele é tocar baixo, vocal e compor. Em 2003, ainda solteira lançou um álbum independente chamado KIRARI. Em 2005, já casada com o nome de Akiko Noma, lançou seu segundo álbum, agora com gravadora, ARU YOU DE NAI YOU DE, ARU MONO.[carece de fontes?]

- Takayuki Hosokawa, bateria, apelido: Turkey nascido em 10 de julho de 1973 em Mitoyo (antiga Yamamoto), Kagawa. Ele toca bateria e é o vocal adicional. No final de 2005, ele e Ryo Owatari (ex-Do As Infinity, Missile Innovation), trabalharam na música U-BOOTO da Ai Otsuka. Também ja trabalhou com Younha, Ikimonogakari, Nana Kitade, entre outros.[carece de fontes?]

## Discografia

### Independentes
- "PAPAPANTSU/KOI NO UTA", lançado em 2000.

### Singles
- TAIYOU
- JET NINJIN
- KOI NO UTA
- MUSHI'98
- DOTANBA DE CANCL
- AH SEISHUN
- C7
- UKIFUNE
- TANE
- RURIIR
- AOI KIRETSU
- KINKYORI REN'AI
- MANATSU NO DANCE HAL
- KATAOMOI FIGHTER
- FUTASHIKA TASHIKA

### Álbuns
- DASOKU HOKOU
- GYOTAKU
- TORA NO ANA
- TATEGAMI
- 9.21 JIKEN
- RYUUZETSURAN
- GONBUTO TOUR NIPPON BUDOUKAN
- BEST OF GO!GO!
- PARADE
- 569 (GO!ROCK)
- TORA NO ANA 2
- TETSUKO NO HAIR
- ANTENNA